# Else Spennader
Else Spennader, född 7 februari 1911, död (uppgift saknas), var en österrikisk friidrottare med löpgrenar som huvudgren. Spennader var världsrekordhållare i stafettlöpning och blev medaljör vid damolympiaden 1934 och var en pionjär inom damidrott.

## Biografi
Else Spennader föddes 1911 i Österrike. I ungdomstiden blev hon intresserad av friidrott och gick med i idrottsföreningen "Wiener A. F." (WAF) i Wien.
Hon tävlade främst i kortdistanslöpning och stafettlöpning. Hon tävlade även i landskamper i det österrikiska damlandslaget i friidrott.
1934 deltog hon vid den fjärde damolympiaden på White City Stadium i London den 9-11 augusti. Under idrottsspelen vann hon bronsmedalj i stafettlöpning 4 x 100 meter (med Veronika Kohlbach, Johanna Vancura, Else Spennader och Gerda Gottlieb).
Under sin aktiva karriär satte Spennader världsrekord i stafettlöpningsgrenen svensk stafett (då 100 m + 100 m + 200 m + 800 m). Rekordet sattes 1933 vid tävlingar i Wien den 15 juni med Mathilde Puchberger, Else Spennader, Veronika Kohlbach och Maria Puchberger.
Spennader blev flerfaldig österrikisk mästare (Österreichische. Staatsmeisterschaften) i löpning 100 meter (1933) och stafettlöpning 4 x 100 m (1932, med Else Spennader, Veronika Kohlbach, Matthilde ”Ditta” Puchberger och Maria Puchberger). Flera av Spennaders resultat var också nationsrekord.
Senare drog Spennader sig tillbaka från tävlingslivet. 